# Diecezja Tanjore
Diecezja Tanjore – diecezja rzymskokatolicka w Indiach. Została utworzona w 1952 z terenu archidiecezji Madras.

## Ordynariusze
- Rajarethinam Arokiasamy Sundaram † (1953–1986)
- Packiam Arokiaswamy † (1986–1997)
- Devadass Ambrose Mariadoss, (1997–2023)
- Sagayaraj Thamburaj (2024–nadal)